# 孝文王
孝文王（こうぶんおう）は、中国戦国時代の秦の29代君主で第4代秦王。即位前の称号は安国君（あんこくくん）。姓は嬴（えい）、諱は柱（ちゅう）。子に荘襄王、子傒（庶子）ら20人前後。

## 略歴
昭襄王40年（紀元前267年）、昭襄王の長子である悼太子が人質となっていた魏で亡くなった。
昭襄王42年（紀元前265年）、昭襄王の後継の太子として安国君が選ばれた。
安国君には20人以上の子がおり、その中にも後の太子となる異人もいた。異人は母の夏姫が安国君から気にいられなくなり、趙の人質として捨て駒のごとく出されていた。それを見かけた大商人の呂不韋が異人に投資をして趙での名声を上げ、安国君に気にいられていたが子供のいなかった華陽夫人に対して呂不韋が養子として名声がある異人をもらい受けるように助言をし、それを華陽夫人が安国君に伝え安国君は太子として異人を指名した。
後に異人は秦が昭襄王49年（紀元前258年）から昭襄王50年（紀元前257年）にかけて趙の首都邯鄲を攻めた際に処刑されかけたが呂不韋の手引きで邯鄲を脱し、秦に帰国。華陽夫人と面会して名を子楚と改名した。
昭襄王56年（紀元前251年）閏9月、父の昭襄王が薨去し、安国君が孝文王となり、華陽夫人が華陽后、子楚が太子となった。また母親の唐八子に唐太后を諡号。
孝文王元年（紀元前250年）10月己亥、父の喪が明けて正式に即位したが、3日後に53歳で薨去した。